# 鏽色鰭美洲鱥
鏽色鰭美洲鱥（學名：Pteronotropis metallicus）為輻鰭魚綱鯉形目雅羅魚科的其中一個種，分布北美洲美國喬治亞州、佛羅里達州St. Marys河至新河流域，體長可達6.5公分，棲息在沙泥底質、植被生長的溪流，常見於殘礫與植物之中，生活習性不明。

## 扩展阅读
維基物種上的相關：鏽色鰭美洲鱥